# Flachgutlager
Flachgutlager bzw. Blechlager sind manuelle oder automatische Systeme zur Lagerung und/oder Bereitstellung von Stückgut mit großer Länge und Breite und dazu relativ geringer Dicke. Flachgutlager kommen häufig im Bereich der Vorfertigung zum Einsatz und unterscheiden sich aufgrund der im Allgemeinen großformatigen Ausdehnung des Lagergutes von den übrigen Stückgutlagern in den Abmessungen und der Nutzlast. Flachgut kann sowohl liegend als auch stehend gelagert werden, wobei in der Praxis für kleine Materialdicken die liegende Lagerung bevorzugt wird. Bei der Lagerung von sperrigen Gütern spielen neben Flachgutlager auch Langgutlager eine wichtige Rolle.

## Lagerarten

### Bodenlager
Bei der Bodenlagerung wird das Lagergut neben- und/oder übereinanderliegend am Boden gelagert. Je nach Anordnung des Materials bzw. Lagerhilfsmittel können Linien- oder Blocklager gebildet werden. Bei der Bodenlagerung kann zwischen der Flächenlagerung, der Rungenlagerung und der Stapeljochlagerung unterschieden werden.

#### Flächenlager
Die einfachste, platzsparendste und schnellst zugreifbare Form der Lagerung von Flachgut ist die Flächenlagerung, bei der das Flachgut am Boden liegend gelagert wird. In solchen Fällen werden dabei Pakete oder Einzelplatten aufeinander gestapelt. Die Trennung des Materials z. B. nach Sorten oder Chargen erfolgt bei Paketen durch Kanthölzer, bei Einzelplatten ohne Trennung direkt aufeinander.
Hierbei können Platten normal oder chaotisch gelagert werden. Bei chaotischen Lagerprozessen wird die Lagerung über Software nach den Kriterien „älteste Platte“ oder „schnellster Zugriff“ verwaltet. Erfinder des chaotischen Lagers für Platten war 1977 der Dipl.-Ing. Manfred Riesenberg, der damals bereits die erste Anlage an einen Ladenbauer auslieferte und noch heute zu den Marktführern zählt. Zwei Jahre später wurden diese Lager bereits ONLINE mit Bearbeitungsmaschinen oder EDV-Abteilungen verbunden, so dass die Auslagerbefehle direkt von der Software der Bearbeitungsmaschine oder des Anwenders kamen.
Anlagen dieser Art arbeiten vollautomatisch und meist auch über Nacht in einer „Geisterschicht“.
Durch die verschiedenen Rechnergenerationen wurde die Intelligenz der Anlagen immer höher.
Der historische Rechner-Werdegang für chaotische Lager war: Z80, Commodore, OS/2, Windows.

#### Rungenlager
Typischerweise werden bei der Rungenlagerung senkrechte Gestelle auf dem Boden befestigt, zwischen die die Bleche gestellt werden. Die Entnahme erfolgt in der Regel manuell oder durch einen Kran, der mit einer Zange jeweils eine einzelne Blechtafel greift. Der Nachteil dieser Lagerform ist die mögliche Materialbeschädigung durch den Handlingsprozess bei der Ein- und Auslagerung der Bleche. Im Vergleich zur Flächenlagerung weist diese Form der Bodenlagerung einen geringeren Platzbedarf auf.

#### Stapeljochlager
Bei einem Stapeljochlagersystem erfolgt die Lagerung des Flachguts in Stapeleinheiten, dem sogenannten Jochen. Das Material liegt dabei in mindestens zwei Jochen und wird manuell per Kran an einer Transporttraverse bewegt. Zur verbesserten Raumnutzung werden mehrere Jochenpaare übereinander gestapelt. Mit dem Übereinanderstapeln der Jochen geht einher, dass der Direktzugriff auf die Lagergüter entfällt bzw. ein zeitaufwändiges Umstapeln des Materials nötig ist, um Zugriff auf das gewünschte Material zu erhalten. Stapeljochensysteme arbeiten in der Regel nach dem LIFO-Prinzip (Last In – First Out), um die Anzahl der Umstapelvorgänge gering zu halten. Um trotzdem notwendige Umstapelvorgänge möglichst effizient zu gestalten, können sogenannte Mehrfach-Transporttraversen zum Einsatz kommen. Dabei ermöglichen spezielle Greifarme das Umstapeln von mehreren Jochenlagen pro Zyklus, womit sich die Zugriffszeiten deutlich verkürzen. Für die rein mechanische Greifer-Funktion der Mehrfach-Transporttraverse ist keine zusätzliche Energie erforderlich, es werden lediglich die Hub- und Senkbewegungen des Krans für das Ein- und Ausklinken genutzt. Ein höherer Automatisierungsgrad kann durch den Einsatz eines Automatikkrans erreicht werden, der die Manipulation des Jochen gemäß einer vorgegebenen Auftragsreihenfolge durchführt.

### Regallager
Regallager nutzen zur Aufnahme der Lagereinheiten eine feststehende Regalkonstruktion, die selbsttragendes Material und nicht-selbsttragendes Material mittels sogenannter Paletten als Lagerhilfsmittel aufnimmt. Die Regallagerung bedingt zwangsläufig den Einsatz eines Transportmittels, das die Ein-/Auslagerung der Lagereinheiten vornimmt. Mit der Regallagertechnik können sowohl einfache manuelle als auch hochdynamische vollautomatisch arbeitende Lagersysteme ausgeprägt werden. Anhand des konstruktiven Aufbaus werden
- Turmlager,
- Wabenlager und
- Längslager unterschieden.

#### Schubladen-Regallager
Schubladenregale sind Lagerregale mit herausziehbaren Regalfächern (Lagerebenen), bei denen die liegende Lagerware vertikal ein- und ausgelagert wird.
Die Funktion der vertikalen Bedienung ermöglicht den Einsatz von Krantechnik, weshalb Schubladenregale vornehmlich bei schwerem Lagergut zur Anwendung kommen. Durch die dichte, vertikale Anordnung einer großen Anzahl an Schubladen ist der Zugriff bei manueller Bedienung auf max. 2 m Arbeitshöhe in schnellen Wechseln möglich. Daher werden Schubladenregale als Blechlager besonders gern an Blechverarbeitungsmaschinen eingesetzt, bei denen ein häufiger Wechsel von Sorten innerhalb eines großen Blechsortiments und kleiner Losgrößen üblich ist. Anstatt der Schubladen kann das System bei identischer Kapazität alternativ mit Wechselwagen für herausnehmbare Blechlager-System-Paletten ausgestattet werden.
Der Einsatz für die Langgut-Lagerung ist eine weitere Variante der Schubladenregale. Dabei werden die einzelnen Schubladen in der Tiefe mittels steckbarer Trenndorne in Fächer unterteilt, welche die meist kleinen Stückzahlen an Stäben, Profilen und Rohren in besonders großer Sortenvielfalt aufnehmen. Das Handling erfolgt ja nach Masse des Lagergutes manuell oder per Kran.
Dank der umfangreichen Ausgestaltungsmöglichkeiten der Schubladen eines Schubladenregals sind der Kubatur krangestützten Lagergutes praktisch keine Grenzen gesetzt. Weitere Beispiele für die Vielseitigkeit von Schubladenregalen sind die Walzenlagerung und das Walzenhandling in individuell angepassten Aufnahmeprismen.

#### Turmlager

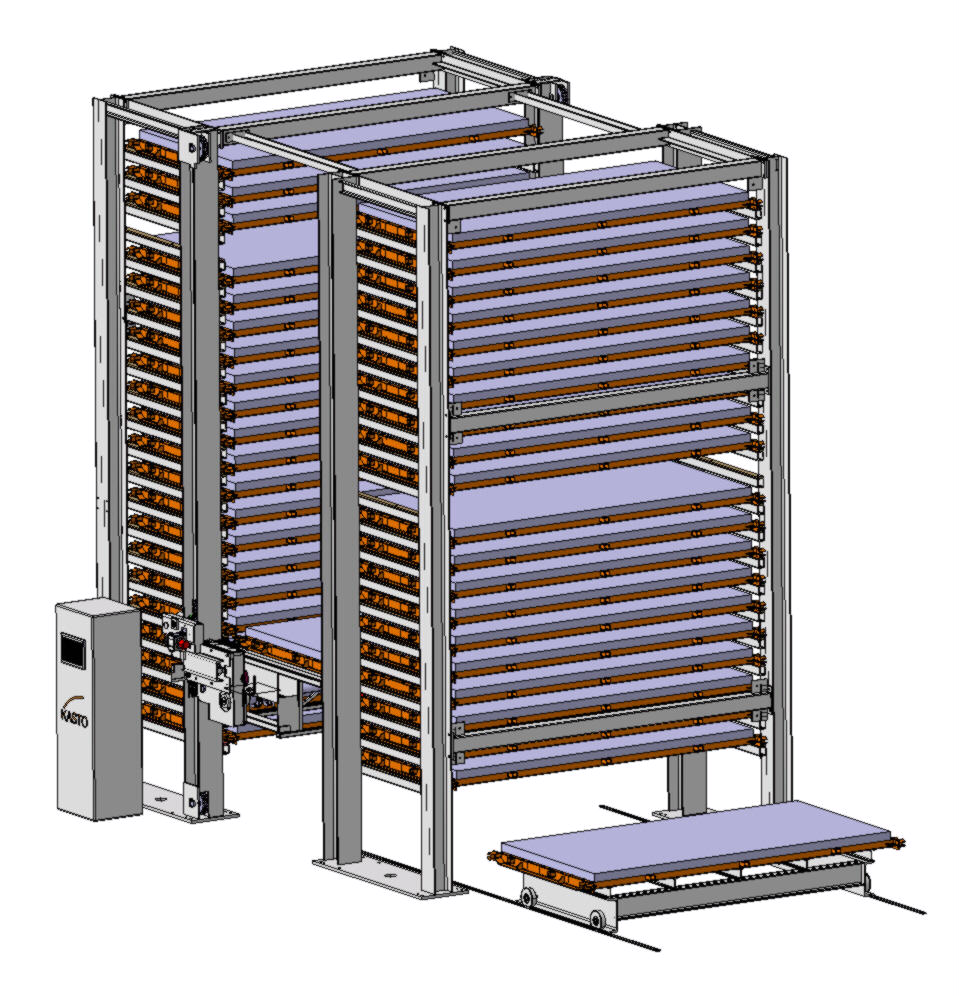
Doppelseitiges Turmlager für Flachgut

Ein Turmlagersystem besteht aus einer ein- oder zweireihigen Regalkonstruktion mit einem (bei der zweireihigen Ausführung innen laufenden) direkt angebauten Regalbediengerät. An den Regalstehern sind Auflagen befestigt, die selbsttragende Systempaletten aufnehmen.
Die Ein-/Auslagerung der Paletten übernimmt das Regalbediengerät, das mit Hilfe eines Seil-, Ketten- oder Zahnstangen-Hubwerks die Paletten zu einer Ein-/Auslagerstelle bringt. Flachgut (Blechtafeln) haben ein Standardmaß von 3.048 mm × 1.524 mm (L×B).

#### Wabenlager

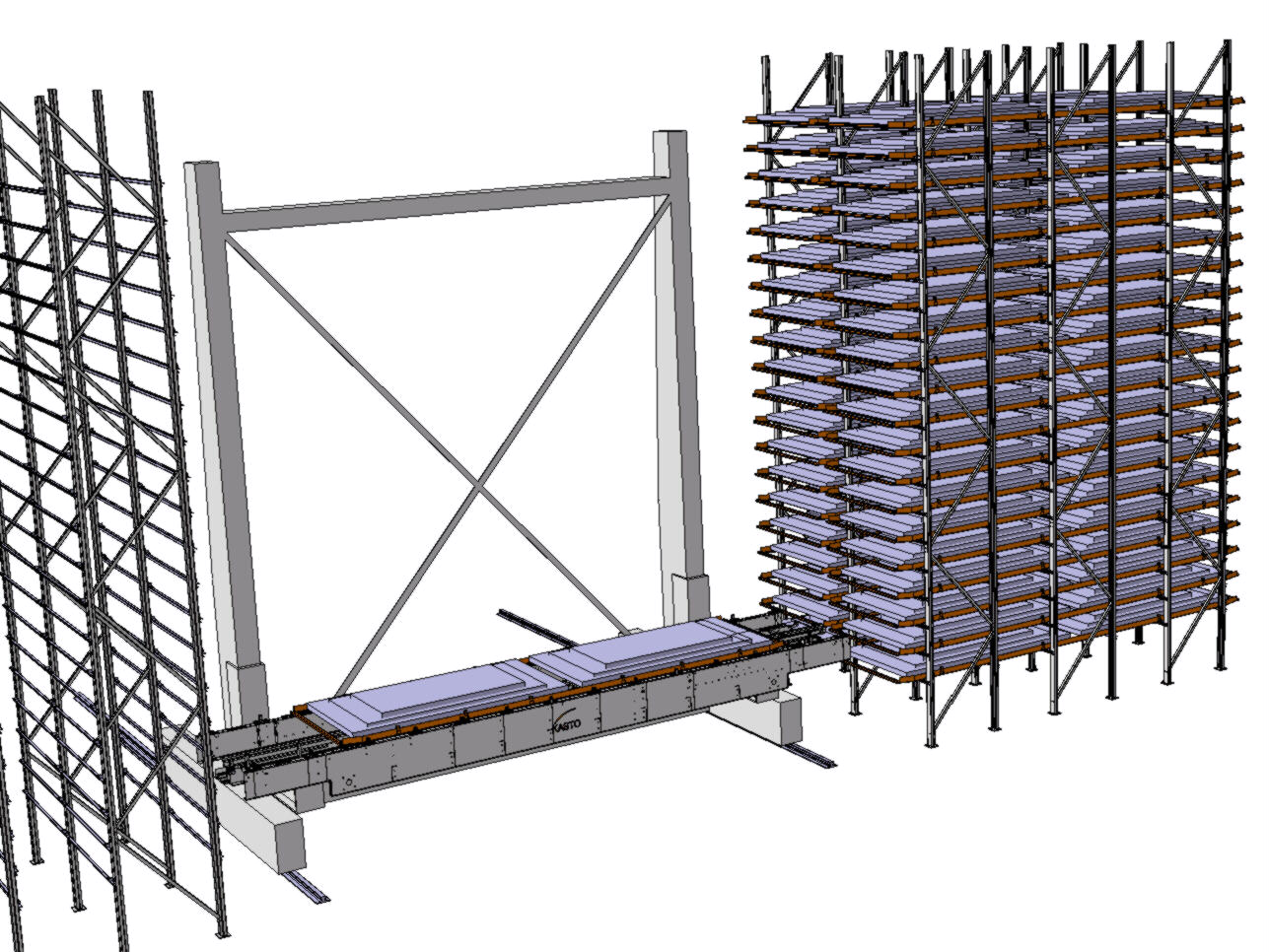
Wabenlager für Flachgut

Wabenregallager für Flachgut sind Lagersysteme, bei denen das Material auf Paletten in einem wabenartig angeordneten Regalblock nebeneinander angeordnet ist. Der Zugriff erfolgt mittels eines Regalbediengerätes, das stirnseitig vor dem Wabenregal horizontal, vertikal und auch diagonal verfährt. Durch die Möglichkeit der Diagonalfahrt vorm Regalblock und des direkten Zugriffs auf jede einzelne Palette resultiert eine hohe Ein- und Auslagerleistung. Wabenlagersysteme arbeiten i. d. R. nach dem Prinzip „Ware zum Mann“, jedoch sind auch manuelle Systeme nach dem Prinzip „Mann zur Ware“ bei geringen Umschlagszahlen denkbar. Bei großem Sortiment und/oder hohem Umschlag ist ein automatisiertes Lagersystem unabdingbar. Bei zwei sich gegenüberstehenden Wabenregalen wird eine optimale Flächen- und Raumausnutzung erreicht. Durch die vergleichsweise großen Abmessungen der Bleche und den vielfach leicht zu beschädigenden Oberflächen kommt der Entnahmestation eine besondere Bedeutung zu.
Bei der Ein- und Auslagerung von Fein-, NE-Metall- oder Edelstahlblechen kommen daher häufig Vakuumtraversen zum Einsatz.

#### Längslager

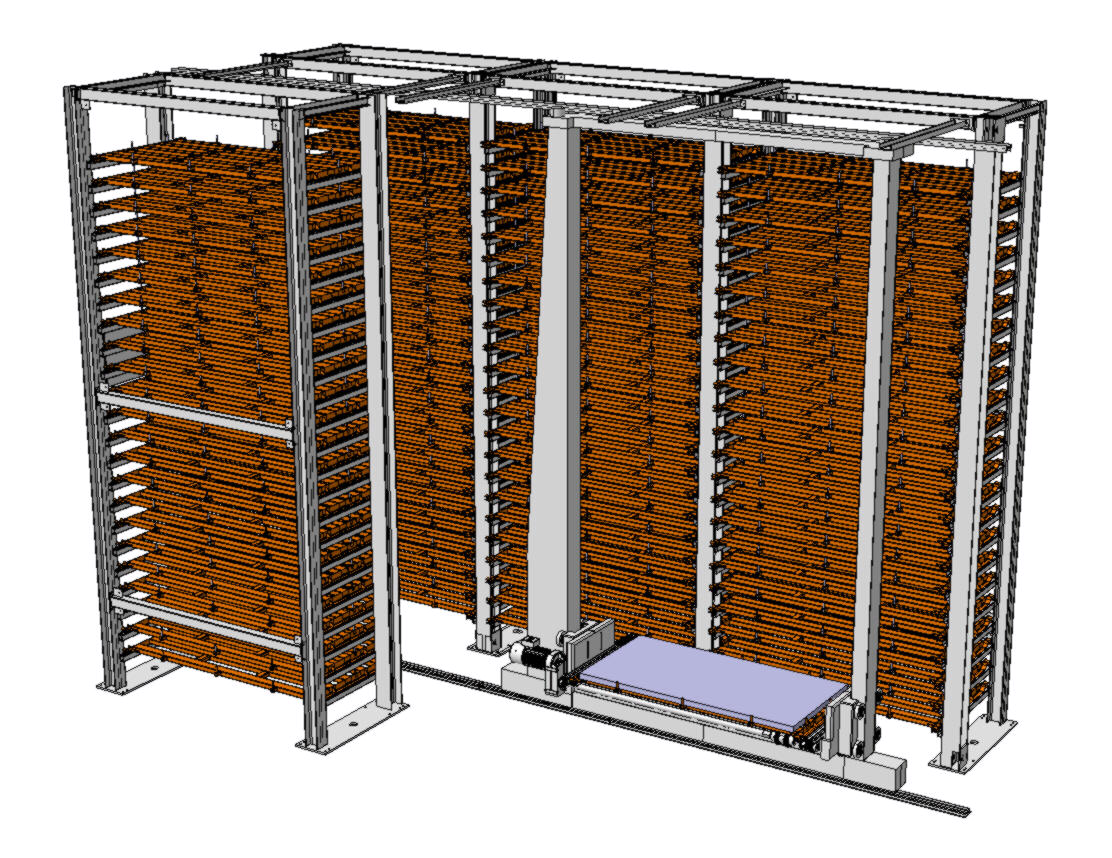
Längslager für Flachgut

Längslagersysteme eignen sich zur Kommissionierung im Stahlhandel sowie zur Anbindung von Blechbearbeitungsmaschinen oder als Logistikzentrum zur Lagerung von Gitterboxen, Werkzeugen und sonstigen Materialien in Fertigungsbetrieben. Ab einem Lagervolumen von etwa 100 Lagerplätzen kann das Längslager als ein- oder doppelseitiges Lagersystem eingesetzt werden. Das System kann ein- oder doppelseitig mit einer Systemhöhe von bis zu ca. 25 m ausgeführt werden. Dabei bietet das Lagersystem verschiedene Ladungsträger-Größen für Bleche, Transportpaletten und flächige Ladegüter, welche auch kombiniert werden können, an.
Das Regalbediengerät ist meist als Zweimast-System für dynamische Bewegungen mit herstellereigener Antriebs- und Regeltechnik ausgestattet. Zur Paletten-Manipulation dient eine Zieh-Schiebe-Technik. Der Stahlbau lässt sich modular aus einzelnen Leitern – optional auch gebäudetragend – zusammenstellen. Je nach Aufgabe, werden unterschiedliche Stationstypen mit Wiegeeinrichtung, Aushub, Scherenhub, Drehvorrichtung oder Pufferplätzen zur schnellen Bereitstellung der Bleche an Laser-, Stanz- oder Kombimaschinen eingesetzt.

## Einsatzzwecke

### Kommissionierlager
„Werden in einem Lager aus einer bereitgestellten Gesamtmenge […] Teilmengen nach vorgegebener Bedarfsinformation entnommen und zu einem Auftrag zusammengestellt, so bezeichnet man das Lager als Kommissionierlager.“ Flachgut-Kommissionierlager werden häufig im Stahl-, Holz- oder Kunststoffhandel benötigt. Dabei kommen in der Regel sehr leistungsfähige hoch automatisierte Lagersysteme mit hohem Durchsatz zum Einsatz. Sie können als Längslager oder Wabenlager ausgeführt sein.

### Fertigungslager
Aufgabe eines Fertigungslagers ist es, Rohmaterial und/oder angearbeitetes Material für die Fertigung zu puffern, sowohl die Raum-/Zeitüberbrückung zwischen dem Wareneingang und der Verwendung des Materials als auch zwischen den darauf folgenden Produktionsschritten. Ein Fertigungslager dient in erster Linie dazu, Unterbrechungen der Produktion aufgrund fehlenden Vormaterials zu vermeiden und Auslastungsschwankungen der Fertigung aufzufangen. Durch die automatische Materialbereitstellung vor der Maschine können die Suchzeiten minimiert und die Auslastung der Maschine gesteigert werden.
Je nach Größe und Organisation der Fertigung kommen alle Arten der Blechlagerung zum Einsatz. Wabenlager werden nur in Ausnahmefällen verwendet, wie z. B. für sehr große Lageranlagen oder überformatige Bleche.

## Anbieter von Flachgutlager
| Anbieter                  | Land        | Seit |
| ------------------------- | ----------- | ---- |
| Bonnema Lagertechnik      | Deutschland | 1992 |
| Remmert GmbH              | Deutschland | 1982 |
| storemaster GmbH & Co. KG | Deutschland | 1967 |
| Stopa Anlagenbau GmbH     | Deutschland | 1974 |
| Böckelt GmbH              | Deutschland | 1963 |

## Weitere Literatur zum Thema
- Spath, Dieter: Sägen und Lagern von Metall, Bibliothek der Technik, Band 27, ISBN 3-478-93027-8, Verlag moderne industrie, Landsberg/Lech, 1990.